# (66) Maja
(66) Maja ist ein Asteroid des mittleren Hauptgürtels, der am 9. April 1861 vom US-amerikanischen Astronomen Horace Parnell Tuttle am Harvard-College-Observatorium in Massachusetts entdeckt wurde. Es war seine erste von zwei Asteroidenentdeckungen.
Der Asteroid wurde benannt nach Maia, einer der Plejaden, Töchter von Atlas und Pleione. Maia war durch Zeus die Mutter von Hermes. Die Benennung erfolgte durch Josiah Quincy III, ehemaliger Präsident der Harvard University, Freund des Observatoriums und Mitglied seines Besuchskomitees. Weitere drei Asteroiden sind nach einer der Plejaden benannt: (130) Elektra, (233) Asterope und (1051) Merope. George Phillips Bond, Direktor des Harvard-College-Observatoriums, wies darauf hin: „It may perhaps be objected that the same Name has been applied to one of the Plejades, but then can scarcely be any risk of confusions from the double application (Man könnte vielleicht einwenden, dass derselbe Name für eine der Plejaden verwendet wurde, aber dann kann kaum die Gefahr von Verwechslungen durch die doppelte Verwendung bestehen).“

## Wissenschaftliche Auswertung
Mit Daten radiometrischer Beobachtungen im Infraroten am Kitt-Peak-Nationalobservatorium in Arizona vom September 1975 wurden für (66) Maja erstmals Werte für den Durchmesser und die Albedo bestimmt. Dabei ergaben sich aber für den Durchmesser sehr voneinander abweichende Werte von 85 bzw. 133 km, während für die Albedo 0,03 bestimmt wurden. Aus Ergebnissen der IRAS Minor Planet Survey (IMPS) wurden 1992 Angaben zu Durchmesser und Albedo für zahlreiche Asteroiden abgeleitet, darunter auch (66) Maja, für die damals Werte von 71,8 km bzw. 0,06 erhalten wurden. Radarastronomische Untersuchungen am Arecibo-Observatorium am 18. und 19. Dezember 2001 bei 2,38 GHz ergaben einen effektiven Durchmesser von 69 ± 9 km. Eine Auswertung von Beobachtungen durch das Projekt NEOWISE im nahen Infrarot führte 2012 zu vorläufigen Werten für den Durchmesser und die Albedo im sichtbaren Bereich von 74,3 km bzw. 0,04. Nach der Reaktivierung von NEOWISE im Jahr 2013 und Registrierung neuer Daten wurden die Werte 2015 zunächst mit 62,9 km bzw. 0,05 angegeben, diese Angaben beinhalten aber hohe Unsicherheiten, und dann 2016 korrigiert zu 82,3 km bzw. 0,03.

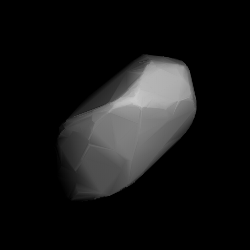
Berechnetes 3D-Modell von (66) Maja

Der Asteroid (66) Maja war als mögliches Vorbeiflugziel für die Raumsonden-Mission Cassini zum Saturn ausgewählt worden. Um mehr Daten über ihn zu erhalten, wurde er im Jahr 1988 erstmals photometrisch vermessen. Die Beobachtungen von (66) Maja fanden statt während zehn Nächten vom 8. November bis 14. Dezember 1988 am Osservatorio Astronomico di Torino und am Osservatorio Astronomico di Collurania-Teramo in Italien sowie am Observatorium auf dem Pic du Midi in Frankreich. Aus der Lichtkurve konnte eine Rotationsperiode von 9,733 h bestimmt werden. Durch die Verzögerung der Cassini/Huygens-Mission um 1 ½ Jahre fand der ursprünglich für den 14. März 1997 geplante Vorbeiflug an (66) Maja aber nicht statt.
Neue photometrische Beobachtungen des Asteroiden erfolgten vom 10. Februar bis 6. März 1994 mit dem Nordic Optical Telescope am Roque-de-los-Muchachos-Observatorium auf La Palma. Hier konnte eine ähnliche Rotationsperiode von 9,74 h abgeleitet werden, während fast zeitgleich durchgeführte Messungen vom 1. bis 14. März 1994 an der Außenstation Fracastoro des Osservatorio Astrofisico di Catania zu einer Periode von 9,761 h führten. Auch eine weitere Beobachtung vom 21. bis 24. November 2006 am Oakley Observatory des Rose-Hulman Institute of Technology in Indiana bestätigte die früher erhaltenen Rotationsperioden mit einem Wert von 9,74 h.
Die Auswertung von 16 vorliegenden Lichtkurven und zusätzlichen Daten der Lowell Photometric Database ermöglichte dann in einer Untersuchung von 2016 die Erstellung eines Gestaltmodells für den Asteroiden für zwei alternative Positionen der Rotationsachse mit retrograder Rotation und einer Periode von 9,73570 h. Im Jahr 2021 wurde aus archivierten Daten und photometrischen Messungen von Gaia DR2 erneut eine Rotationsachse mit retrograder Rotation berechnet. Die Rotationsperiode wurde dabei zu 9,73571 h bestimmt.
Aus archivierten Daten des Asteroid Terrestrial-impact Last Alert System (ATLAS) aus dem Zeitraum 2015 bis 2018 konnte in einer Untersuchung von 2022 mit der Methode der konvexen Inversion eine Rotationsperiode von 9,7357 h berechnet werden.